# 김동휘 (배우)
김동휘(한국 한자: 金東輝, 1995년 12월 26일 ~ )는 대한민국의 배우이다.

## 출연 작품

### 텔레비전 드라마
- 《비밀의 숲 2》 (2020) - 김후정 역
- 《미씽: 그들이 있었다 2》 (2022) - 오일용 역
- 《거래》 (2023) - 송재효 역

### 영화
- 《상의원》 (2014) - 큰왕자 역
- 《은밀한 유혹》 (2015) - 어린 성열 역
- 《탐정 홍길동: 사라진 마을》 (2016) - 활빈당 교련복 학생 역
- 《노마드》 (단편, 2018) - 상우 역
- 《하고 싶은 아이》 (단편, 2019) - 민수 역
- 《피터팬의 꿈》 (단편, 2020) - 민하 역
- 《이상한 나라의 수학자》 (2022) - 한지우 역
- 《크리스마스 캐럴》 (2022) - 손환 역
- 《댓글부대》 (2024) - 찻탓캇 역

## 수상 및 후보
| 연도 | 시상식                      | 부문                     | 작품                  | 결과 |
| ---- | --------------------------- | ------------------------ | --------------------- | ---- |
| 2022 | 제58회 백상예술대상         | 영화부문 남자 신인연기상 | 이상한 나라의 수학자  | 후보 |
| 2022 | 제31회 부일영화상           | 신인남자연기상           | 이상한 나라의 수학자  | 후보 |
| 2022 | 제29회 춘사영화제           | 신인남우상               | 이상한 나라의 수학자  | 수상 |
| 2022 | 제43회 청룡영화상           | 신인남우상               | 이상한 나라의 수학자  | 수상 |
| 2022 | 제58회 대종상               | 신인남우상               | 이상한 나라의 수학자  | 후보 |
| 2022 | 제23회 부산영화평론가협회상 | 신인남자연기상           | 이상한 나라의 수학자  | 수상 |
| 2023 | 서울콘 에이판 스타 어워즈   | 남자 신인상              | 오버랩 나이프, 나이프 | 수상 |